# بيل رومان
بيل رومان (بالإنجليزية: Bill Roman)‏ هو لاعب كرة قاعدة أمريكي، ولد في 11 أكتوبر 1938 في ديترويت في الولايات المتحدة.

## وصلات خارجية
- بيل رومان على موقعبيزبول رفرنس.كوم (الدوري الرئيسي) (الإنجليزية)